# Клаус, Карл Карлович
Карл-Эрнст Ка́рлович Кла́ус (нем. Karl Ernst Claus; 11 (22) января 1796 — 12 (24) марта 1864) — российский химик, автор трудов по химии металлов платиновой группы, первооткрыватель химического элемента рутения; фармацевт; член-корреспондент Императорской Санкт-Петербургской академии наук (1861). Клаус также известен как ботаник, исследователь флоры Заволжья и Прикаспийских степей; он одним из первых применил в ботанике (в сравнительной флористике) количественные методы (1851). По происхождению — балтийский немец.

## Краткая биография
Карл Клаус родился в семье художника. Когда Карлу было четыре года, умер его отец, ещё через два года умерла его мать. В 1810 году он переехал в Санкт-Петербург и стал работать помощником в аптеке. Гимназию Клаус не закончил, но в возрасте 21 года сумел сдать экзамен на аптекаря в Петербургской медико-хирургической академии. Позднее он вспоминал, что стал самым молодым экзаменационным аптекарем в России. После этого, в 1826 году, основал собственную аптеку в Казани. Затем, в возрасте 32 лет, Клаус начал учёбу в Дерптском университете, окончив его 1835 году.
Занятия ботаникой
В 1827 году Клаус участвовал в качестве помощника профессора Эдуарда Александровича Эверсмана (Эдуарда Фридриха Эверсманна) (1794—1860) в ботанических исследованиях степей между реками Уралом и Волгой. Собранные материалы Клаус использовал в изданной им позже работе «Flora der Wolgagegenden».
В 1834 году Клаус участвовал в качестве ботаника ещё в одной поездке по Заволжским степям — на этот раз сопровождая профессора химии Гёбеля. В 1837—1838 годах их совместная работа была издана в Дерпте (см. раздел «Научные труды»).
Занятия химией
С 1831 года по 1837 год Клаус состоял в должности ассистента при химической лаборатории Дерптского университета. В 1837 году Клаус защитил магистерскую диссертацию, а затем, после успешного прочтения пробной лекции в Санкт-Петербургской медицинско-хирургической академии, занял должность адъюнкта по кафедре химии Казанского университета, а также возглавил химическую лабораторию. С 1839 года Клаус — экстраординарный профессор, а с 1844 года — ординарный профессор кафедры химии.
В 1840 году Клаус, получив из Санкт-Петербурга от монетного двора значительный запас платиновых руд, начал их исследования.
В 1844 году им был открыт в остатках уральской платиновой руды новый химический элемент, который он назвал рутением (от позднелатинского Ruthenia — Русь).

Более целого года трудился я над этим предметом, но наконец открыл лёгкий и верный способ добывания его в чистом состоянии. Этот новый металл, который мною был назван рутением в честь нашего Отечества, принадлежит без сомнения к телам весьма любопытным.— Карл Клаус о своём открытии рутения.
Клаус смог получить рутений в чистом виде, изучил его химические свойства и определил атомный вес. Именно Клаус впервые указал на сходство между триадами рутений — родий — палладий и осмий — иридий — платина. За открытие рутения Клаусу была присуждена Демидовская премия.
Известно, что Клаус довольно халатно относился к своему здоровью и нередко пробовал на вкус вещества, с которыми ему предстояло работать; в частности, крепость кислот он нередко определял, опуская палец в раствор и затем дотрагиваясь им до языка. Когда Клаус впервые получил тетраоксид осмия OsO4 (сильно токсичное вещество), он писал, что «вкус у этого соединения острый, перцеподобный…»; позже, в апреле 1845 года, Клаус отравился парами тетраоксида осмия и на две недели был вынужден прекратить работы. Известно также о сильном ожоге ротовой полости, который Клаус получил, пробуя на вкус одно из соединений открытого им рутения.
В 1852 году Клаус переехал из Казани обратно в Дерпт, заняв в Дерптском университете должность профессора фармации.

## Семья
Клаус был женат на Эрнестине Батэ, с которой был знаком с юности. Они поженились в 1821 году, вместе переехали в Казань, где у них родились три дочери.

## Названы в честь Клауса
Российский ботаник Пётр Яковлевич Корнух-Троцкий (1803—1877), возглавлявший кафедру ботаники в Казанском университете, назвал в честь Клауса род растений из семейства Капустные — Clausia Korn.-Trotzky (1839) (Клаусия).

## Научные труды
Некоторые труды по химии
- Grundzüge der analytischen Phytochemie. — Дерпт, 1837 (магистерская диссертация).
- Beiträge zur näheren Kenntniss der Schwefelcyanmetalle. —1838.
- Химическое разложение Сергиевских минеральных вод // Учёные записки Казанского университета. — 1839 (докторская диссертация).
- Ueber das Verhalten des Camphers zu den Haloiden. —1841.
- Ueber die Gegenwart des Wasserstoffes im Schwefelcyan.
- Химические исследования остатков уральской платиновой руды и металла рутения // Учёные записки Казанского университета. — 1844.
- О способе добывания чистой платины из руд // Горный журнал. — 1844.
- Ueber den Platinrückstand // Bull. phys.-math. de l’Academie de S. P. B. — 1844, 1845.
- Entdeckung eines neuen Metalls des Ruthenium // Bull. phys.-math. de l’Academie de S. P. B. — 1845.
- Ueber die neuen Metalle, welche von prof. Osann in den Platinrückständen aufgefunden worden sind. // Bull. phys.-math. de l’Academie de S. P. B. — 1845.
- Ueber die chemischen Verhältnisse des Rutheniums, verglichen mit denen des Iridiums // Bull. phys.-math. de l’Academie de S. P. B. — 1845.
- Beiträge zur Chemie der Platinmetalle // Bull. phys.-math. de l’Academie de S. P. B. — 1847.
- Ueber eine merkwürdige Steinart des mitt. Russlands // Bull. phys.-math. de l’Academie de S. P. B. — 1852.
- Ueber das Verhalten des Iridiumchlorides zu dem Salpetersäuren Silberoxyde // Bull. phys.-math. de l’Academie de S. P. B. — 1847.
- Ueber die Einwirkungen der schwefligen Säure und des schwefligsauren Kalis auf die Chloride und Doppelverbindungen einiger Platinmetalle // Bull. phys.-math. de l’Academie de S. P. B. — 1847.
- Beiträge zur Chemie der Platininetalle. Festschrift zur jubelfeier des fünfzigjährigen Bestehens der Universität Kasan. — 1854 (Работы Клауса, посвящённые исследованиям металлов платиновой группы, которые он собрал в единое издание к пятидесятилетнему юбилею Казанского университета).
- Избранные труды по химии платиновых металлов. — М., 1954.

Некоторые труды по ботанике
- Flora der Wolgagegenden // Beitrage Pflanzenkunde Russ. Reichen. St.-Petersb., 1851. S. 1-324. (нем.)
- Reise in die Steppen des südlichen Russlands, unternommen von Dr. Fr. Göbel in Begleitung der Herren Dr. C. Claus und A. Bergman. Архивная копия от 11 марта 2016 на Wayback Machine — Дерпт, 1837—1838. (нем.)